# 101 kiskutya (film, 1961)
A 101 kiskutya (eredeti cím: One Hundred and One Dalmatians) 1961-ben bemutatott amerikai rajzfilm, amely Dodie Smith Száz meg egy kiskutya című regényén alapul. A 17. Disney-film rendezői Wolfgang Reitherman, Hamilton Luske és Clyde Geronimi. Az animációs játékfilm producere Walt Disney. A forgatókönyvet Bill Peet írta, a zenéjét George Bruns szerezte. Műfaja kalandos filmvígjáték. A mozifilm a Walt Disney Productions gyártásában készült, a Buena Vista Distribution forgalmazásában jelent meg.
Amerikában 1961. január 25-én, Magyarországon 1964. december 17-én, felújított változattal 1984. május 10-én, új magyar szinkronnal 1995. március 30-án mutatták be a mozikban.
A mű cselekménye két dalmata, Pongo és Perdita kalandjain alapul, akiknek kicsinyeit a gonosz Szörnyella de Frász először megpróbálja megvásárolni, majd elrabolni, hogy bundája legyen belőlük.

## Cselekmény
A történetben Roger Radcliffe zeneszerző agglegényként él Londonban kan dalmatájával, Pongóval. Pongo elhatározza, hogy feleséget talál Rogernek és kiszemeli az utcán sétáló dalmatát és gazdáját, majd a parkban tett, előrehozott séta alkalmával összehozza Anitával, akinek szintén van egy dalmatája, Perdita.
Perdita nem sokkal később 15 kölyökkutyának ad életet. Még aznap este meglátogatja őket Szörnyella de Frász, Anita egykori osztálytársnője, aki meg akarja venni az egész almot. Roger véglegesen visszautasítja, mire Szörnyella felbérel két bűnözőt, Jaspert és Horace-t, hogy rabolják el a kiskutyákat, hogy a bundájukból neki szőrmét lehessen készíteni. Pongo és Perdita a többi kutya segítségét kéri a kölykök felkutatásához. Szörnyella vidéki házában (az elhanyagolt állapotban lévő családi birtokán) tartja őket fogva Jasper és Horace, összesen 99 kiskutyát.
A boldog viszontlátás után Pongo és Perdita megpróbálnak visszajutni Londonba, miközben Szörnyella üldözi őket. Egy tejgazdaság istállójában a tehenek befogadják őket és a kiskutyákat saját tejükkel szoptatják. A kutyák korommal feketítik el magukat, hogy labradornak tűnjenek, majd egy teherautóban elindulnak London felé. Szörnyella azonban meglátja a kiskutyák bundájáról lemosódó kormot és üldözőbe veszi a teherautót, de összeütközik a felbérelt két emberével és mindkét kocsi összetörik.
Londonban Roger és Anita első közös karácsonyukat tervezik ünnepelni, de hiányolják négylábú barátaikat. Hirtelen ugatást hallanak kintről és miután ajtót nyitnak, a házat ellepik a dalmaták. Elhatározzák, hogy mivel a 99 kiskutyát meg akarják tartani, ehhez Roger keresetéből vidéken vesznek egy nagy házat.

## Szereplők
Két magyar szinkronos változat készült belőle, amelyekből az elsőt 1964-ben a Pannónia Filmstúdió készítette, a másodikat 1995-ben a Mafilm Audio Kft. készítette.
| Szereplő                         | Eredeti hang | Magyar hang                           | Magyar hang                                       |
| Szereplő                         | Eredeti hang | 1. magyar változat (MOKÉP, 1964)      | 2. magyar változat (InterCom, 1995)               |
| -------------------------------- | --- | ------------------------------------- | ------------------------------------------------- |
| Pongó                            | Rod Taylor | Horváth László                        | Szolnoki Tibor                                    |
| Pongó                            | A dalmata apuka, Perdita férje, Roger kan dalmatája.                                                              |                                       |                                                   |
| Perdita                          | Cate Bauer | Nádasi Myrtill                        | Györgyi Anna                                      |
| Perdita                          | A dalmata anyuka, Pongó felesége, Anita szuka dalmatája.                                                          |                                       |                                                   |
| Szörnyella de Frász              | Betty Lou Gerson                                                                                                  | Váradi Hédi                           | Halász Aranka                                     |
| Szörnyella de Frász              | A gonosz divatőrült nőszemély, Anita egykori osztálytársnője.                                                     |                                       |                                                   |
| Roger Radcliffe                  | Ben Wright Bill Lee (ének)                                                                                        | Kaló Flórián                          | Kautzky Armand                                    |
| Roger Radcliffe                  | A zenekedvelő szőke férfi, Anita férje, Pongo gazdája.                                                            |                                       |                                                   |
| Anita Radcliffe                  | Lisa Davis | Csűrös Karola                         | Farkasinszky Edit                                 |
| Anita Radcliffe                  | A vörös-szőke nő, Roger felesége, Perdita gazdája.                                                                |                                       |                                                   |
| Nanny                            | Martha Wentworth                                                                                                  | Tolnay Klári                          | Gyimesi Pálma                                     |
| Nanny                            | Redcliffe-ék házvezetőnője.                                                                                       |                                       |                                                   |
| Jasper Badun                     | J. Pat O’Malley                                                                                                   | Agárdy Gábor                          | Izsóf Vilmos                                      |
| Jasper Badun                     | A magas idősebbik testvér, Szörnyella de Frász felbérelt embere.                                                  |                                       |                                                   |
| Horace Badun                     | Frederick Worlock                                                                                                 | Garas Dezső                           | Botár Endre                                       |
| Horace Badun                     | A kövér fiatalabbik testvér, Szörnyella de Frász felbérelt embere.                                                |                                       |                                                   |
| Ezredes                          | J. Pat O’Malley                                                                                                   | Képessy József                        | Helyey László                                     |
| Ezredes                          | Az óangol juhászkutya a farmon, aki a dalmata kölykök segítségére siet.                                           |                                       |                                                   |
| Tibs őrmester                    | David Frankham | Rátonyi Róbert                        | Barbinek Péter                                    |
| Tibs őrmester                    | A narancssárga kandúr a farmon, aki a dalmata kölykök segítségére siet.                                           |                                       |                                                   |
| Kapitány                         | Thurl Ravenscroft                                                                                                 | Zách János                            | Ujlaki Dénes                                      |
| Kapitány                         | A szürke csődör a farmon.                                                                                         |                                       |                                                   |
| Foltos / Paca (Patch)            | Mickey Maga | Steiner András                        | Szentesi Gergő                                    |
| Foltos / Paca (Patch)            | Pongó és Perdita fia, a foltos szemű dalmata kölyök a 15 közül, aki szereti nézni Agyart a TV-ben.                |                                       |                                                   |
| Penny / Pelyhes (Penny / Cadpig) | Sandra Abbott | Agárdy Imre                           | Szőnyi Juli                                       |
| Penny / Pelyhes (Penny / Cadpig) | Pongó és Perdita lánya.                                                                                           |                                       |                                                   |
| Pufi (Rolly)                     | Barbara Beaird | Bán András                            | Előd Álmos                                        |
| Pufi (Rolly)                     | Pongó és Perdita fia, a falánk dalmata kölyök a 15 közül, aki folyton éhezik.                                     |                                       |                                                   |
| Pötyi / Kuksi (Lucky)            | Mimi Gibson | Bán András                            | Szalay Csongor                                    |
| Pötyi / Kuksi (Lucky)            | Pongó és Perdita egyik fia a 15 közül.                                                                            |                                       |                                                   |
| Danny                            | George Pelling | Szabó Ottó                            | Vass Gábor                                        |
| Danny                            | Egy dán dog, aki Pongó jelző ugatását hallja, és segít útba igazítani Pongót és Perditát a De Frász kastély felé. |                                       |                                                   |
| Terrier                          | David Frankham | Vay Ilus                              | Varga T. József                                   |
| Terrier                          | Danny lakótársa a udvaron, aki szintén Pongo jelző ugatását hallja.                                               |                                       |                                                   |
| Vizsla / Öreg Nózi               | Tudor Owen | Siménfalvy Sándor                     | Uri István                                        |
| Vizsla / Öreg Nózi               | Egy öreg vizsla a szomszéd farmon.                                                                                |                                       |                                                   |
| Gági / Lucy                      | Martha Wentworth                                                                                                  | Pogány Margit                         | Pásztor Erzsi                                     |
| Gági / Lucy                      | Egy liba hölgy a szomszéd farmon.                                                                                 |                                       |                                                   |
| Királyné                         | Martha Wentworth                                                                                                  | Báró Anna                             | Martin Márta                                      |
| Királyné                         | Az első tehén az istállóban.                                                                                      |                                       |                                                   |
| Hercegné                         | Marjorie Bennett                                                                                                  | Mezey Mária                           | Némedi Mari                                       |
| Hercegné                         | A második tehén az istállóban.                                                                                    |                                       |                                                   |
| Hercegnő                         | Queenie Leonard                                                                                                   | Szabó Tünde                           | Csere Ágnes                                       |
| Hercegnő                         | A harmadik tehén az istállóban.                                                                                   |                                       |                                                   |
| Collie                           | Tom Conway | Gálcsiki János                        | Kristóf Tibor                                     |
| Collie                           | Egy skót juhászkutya, aki elvezeti Pongót, Perditát és a kölyköket éjszakára a tehén istállóba.                   |                                       |                                                   |
| Kvízmester                       | Tom Conway | Verebély Iván                         | Velenczey István                                  |
| Kvízmester                       | A TV-műsor vezetője, aki Percival Fauncewater nevű bűnöző miatt vezeti a vetélkedőt.                              |                                       |                                                   |
| Labrador                         | Ramsay Hill | Perlaki István                        | Balázsi Gyula                                     |
| Labrador                         | A fekete labrador vizsla, aki a teherautóhoz vezeti Pongót, Perditát és a kormos kölyköket.                       |                                       |                                                   |
| TV-reklám                        | Ramsay Hill | Garics János                          | Melis Gábor                                       |
| TV-reklám                        | Agyar narrátora a TV-ben, a KANINE kutyaropogós reklámban.                                                        |                                       |                                                   |
| Miss Birdwell                    | Betty Lou Gerson                                                                                                  | Vajay Erzsi                           | Győri Ilona                                       |
| Miss Birdwell                    | Női szemtanú a vetélkedőben, és az egyik letartóztatott Percival Fauncewater ügyében.                             |                                       |                                                   |
| Graves felügyelő                 | Frederick Worlock                                                                                                 | Kemény László                         | Rosta Sándor                                      |
| Graves felügyelő                 | Magánnyomozó a vetélkedőben, és az egyik letartóztatott Percival Fauncewater ügyében.                             |                                       |                                                   |
| Mr. Simpkins                     | Frederick Worlock                                                                                                 | Dömsödi János                         | Rosta Sándor                                      |
| Mr. Simpkins                     | Szemtanú a vetélkedőben, és az egyik letartóztatott Percival Fauncewater ügyében.                                 |                                       |                                                   |
| Pap                              | Don Barclay | Prókai István                         | Surányi Imre                                      |
| Pap                              | A szemüveges tiszteletes, aki összeadja Rogert és Anitát.                                                         |                                       |                                                   |
| Teherautó sofőr                  | Tudor Owen | Bánhidi László                        | Surányi Imre                                      |
| Teherautó sofőr                  | Egy ideges sofőr, aki nem szereti, ha a dalmatákat üldöző Szörnyella de Frász ütközik.                            |                                       |                                                   |
| Autószerelő                      | J. Pat O’Malley                                                                                                   | Szoó György                           | Imre István                                       |
| Autószerelő                      | Egy ember, aki megjavítja a sofőrök teherautójának a motorját.                                                    |                                       |                                                   |
| Dalmata kölykök                  | Barbara Luddy Rickie Sorensen Mary Wickes                                                                         | Agárdy Imre Bán András Steiner András | Berkes Ákos Berkes Dóra Molnár Ilona Varga Olivér |
| Dalmata kölykök                  | Pongó és Perdita kölykei és az elrabolt dalmata kölykök.                                                          |                                       |                                                   |

## Betétdalok
| Magyar              | Magyar       | Magyar         | Angol                | Angol    |
| Dal                 | Előadó       | Előadó         | Dal                  | Előadó   |
| Dal                 | 1964         | 1995           | Dal                  | Előadó   |
| ------------------- | ------------ | -------------- | -------------------- | -------- |
| Szörnyella de Frász | Kaló Flórián | Kautzky Armand | Cruella De Vil       | Bill Lee |
| Jöjj el             | Kaló Flórián | Kautzky Armand | Dalmatian Plantation | Bill Lee |

## Fordítás
- Ez a szócikk részben vagy egészben  az   One Hundred and One Dalmatians című angol Wikipédia-szócikk ezen változatának fordításán alapul.  Az eredeti cikk szerkesztőit annak laptörténete sorolja fel. Ez a jelzés csupán a megfogalmazás eredetét és a szerzői jogokat jelzi, nem szolgál a cikkben szereplő információk forrásmegjelöléseként.

## Televíziós megjelenése
Új magyar szinkronnal az alábbi televíziókban vetítették le:
- RTL Klub